# Messier 32
Messier 32 [mesjé dváintrídeset] (tudi M32 in NGC 221) je pritikava eliptična galaksija v ozvezdju Andromede. Odkril jo je Giullaume Le Gentil 29. oktobra 1749. Njen navidezni sij je 9,03m. Od Sonca je oddaljena približno 736 tisoč parsekov, oziroma 2,49 milijona svetlobnih let. Galaksija je satelitska galaksija Andromedine galaksije (M31). Njena največja velikost po premeru je le 6,5 ± 0,2 ksv. l. Kot večina eliptičnih galaksij vsebuje starejše temnordeče zvezde skoraj brez prahu ali plina, tako da v njej nove zvezde ne nastajajo. Drugače pa kaže znake nastanka zvezd v relativni bližnji preteklosti.
Zgradbo M32 je težko pojasniti z običajnimi modeli nastanka galaksij. Simulacije v zadnjem času kažejo na scenarij v katerem lahko močno plimsko polje M31 spremeni spiralno galaksijo v zbito eliptično. Ker majhna spiralna galaksija pada v osrednje dele M31, je večina zunanjih delov manjše spiralne galaksije oropanih. Na osrednjo izboklina manjše galaksije ni tako velikega vpliva, tako da ohranja svojo morfologijo. Vpliv plimskih sil v jedru sproži močan izbruh zvezd, kar povzroči veliko gostoto M32, ki jo lahko opazujemo danes.